# ОШ „Владимир Роловић” Раковица
ОШ „Владимир Роловић” једна је од основних школа у општини Раковица. Налази се у улици  Омладинско шеталиште 10, а основана је 1970. године.

## Опште информације
Налази се у насељу Петлово брдо, а наставу изводи у два два објекта и то у матичној школи која се налази у улици Омладинско шеталиште 10 и издвојеном одељењу у Улици 18. октобра 108. Школа је основана 1970. године, а са радом је почела септембра 1970. године, док извдојено одељење школе постоји још од 1965. године. Школу похађа више од 850 ученика од првог до осмог разреда у две смене.
Школа је носилац Доситејеве награде, плакете пројекта „Моја школа – школа без насиља“ и учесник ДИЛС пројекта, а носи име по Владимиру Роловићу,  учеснику Народноослободилачке борбе, друштвено-политичком раднику СФРЈ и СР Црне Горе, амбасадору и народном хероју Југославије.